# Oscar 2014
Cea de-a 86-a ediție a Premiilor Academiei Americane de Film a avut loc la 2 martie 2014 la Dolby Theatre din Hollywood, California. Ceremonia a fost programată mai târziu față de anii anteriori, când era programată la sfârșitul lunii februarie, pentru a nu se suprapune cu Jocurile Olimpice de iarnă din 2014. În timpul ceremoniei, Academia Americană de film a acordat Premiul Oscar la 24 de categorii. Ea a fost televizată în Statele Unite de către ABC, produsă de Neil Meron și Craig Zadan și regizată de Hamish Hamilton. Prezentatoarea de televiziune Ellen DeGeneres a fost gazda ceremoniei pentru a doua oară, după cea din 2007.
La data de 16 noiembrie 2013, Academia a ținut cea de-a cincea ceremonie a Premiilor Guvernatorilor, în sala mare a Centrului Hollywood and Highland. La 16 ianuarie 2014 au fost anunțate nominalizările. La data de 15 februarie 2014, într-o ceremonie găzduită de Kristen Bell și Michael B. Jordan, care a avut loc la Hotelul Beverly Hills din Beverly Hills, California, s-a acordat Premiul Oscar pentru realizări tehnice.
12 ani de sclavie a câștigat trei premii, printre care și Premiul Oscar pentru cel mai bun film. Gravity a câștigat cele mai multe premii ale ceremoniei, șapte, cu Alfonso Cuarón primind Premiul Oscar pentru cel mai bun regizor. Printre celelalte filme câștigătoare se numără Dallas Buyers Club cu trei premii, Regatul de gheață și Marele Gatsby cu două, și Blue Jasmine, Cea mai mare frumusețe, Helium, Ea, The Lady in Number 6: Music Saved My Life, Domnul Hublot, și 20 Feet from Stardom cu câte un premiu. Transmisiunea televizată a fost urmărită de 44 de milioane de persoane în Statele Unite, fiind cea mai urmărită ceremonie a Premiilor Oscar de la Premiile Oscar 2000.

## Câștigători și nominalizări

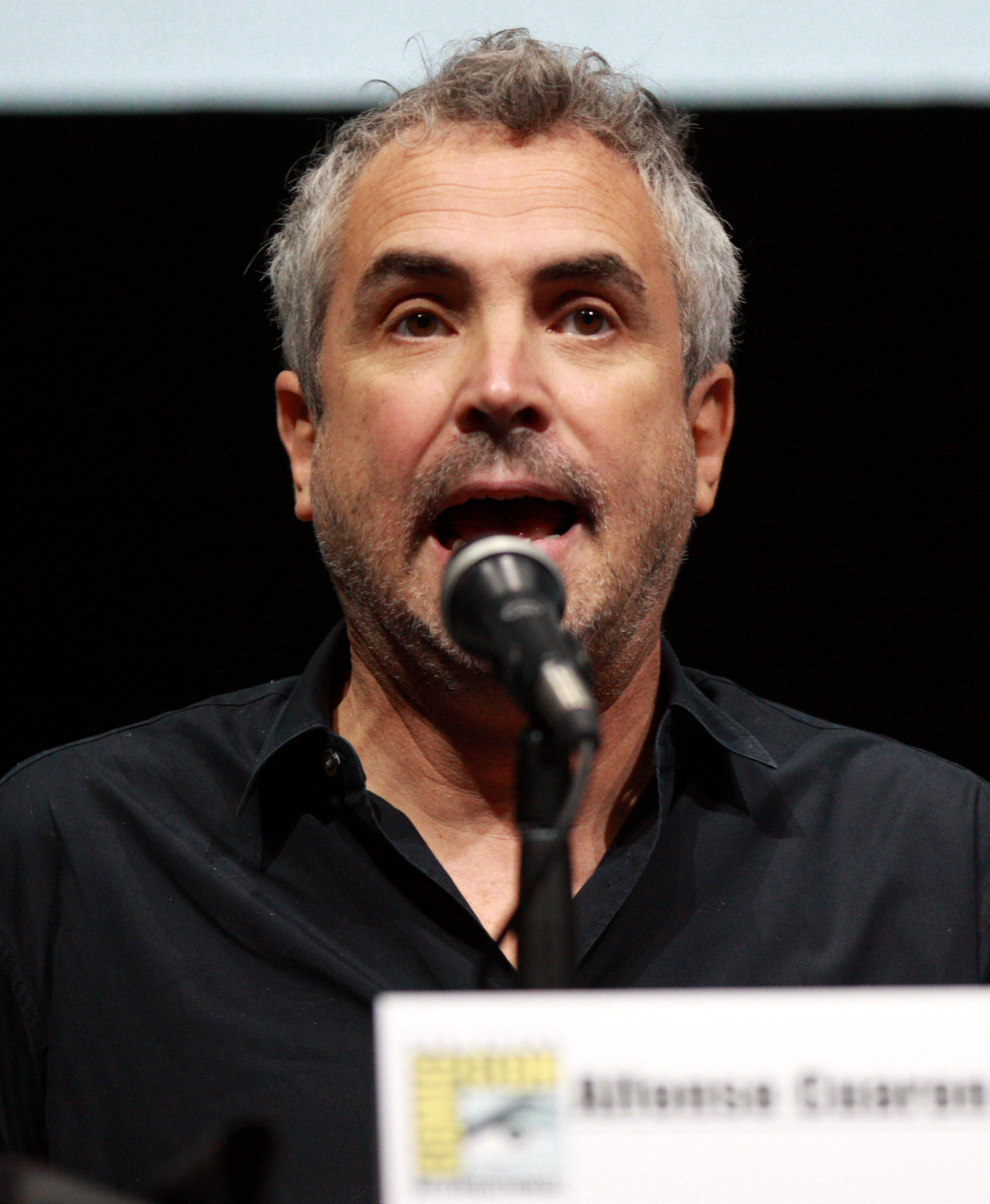
Alfonso Cuarón, cel mai bun regizor și cel mai bun montaj

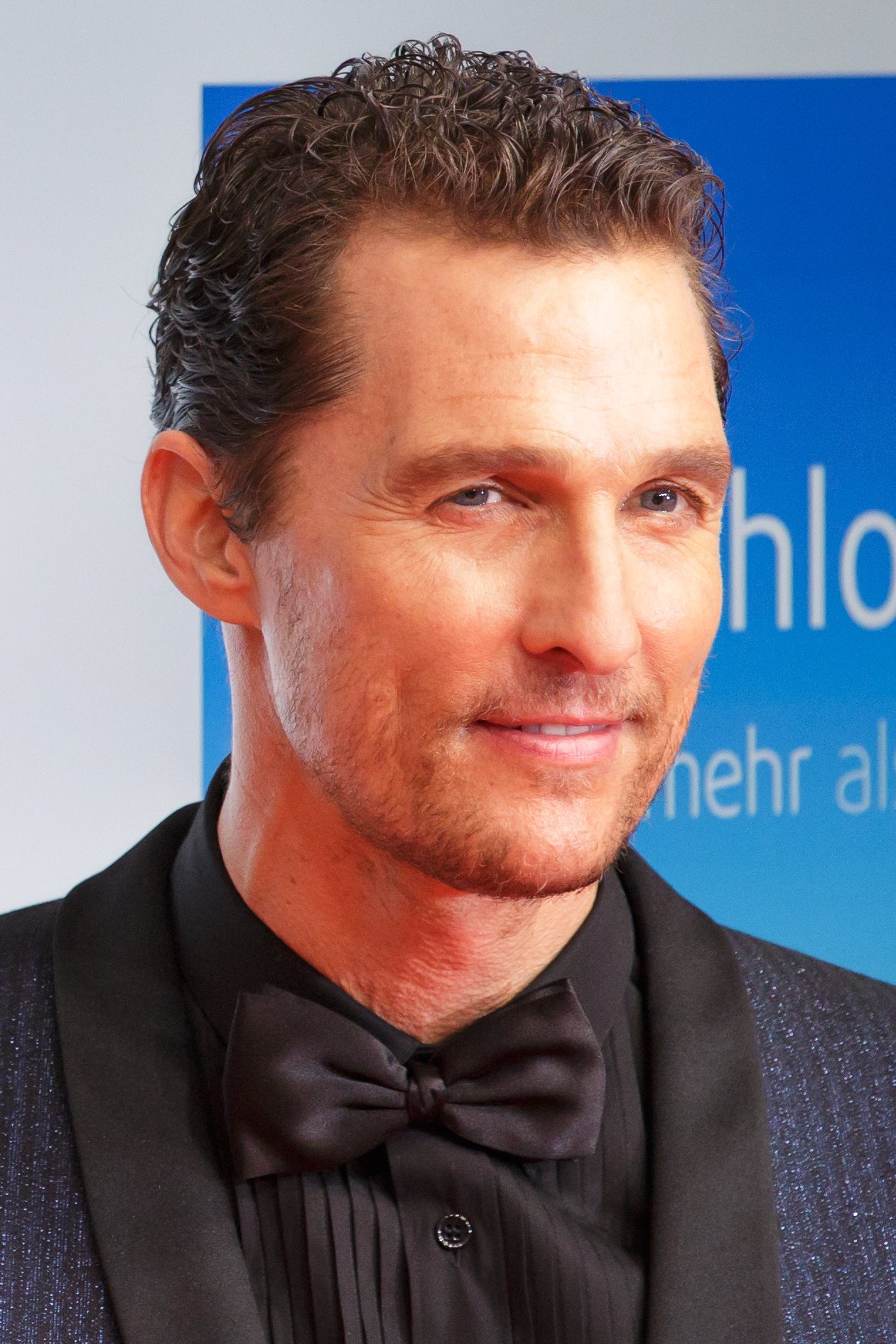
Matthew McConaughey, cel mai bun actor

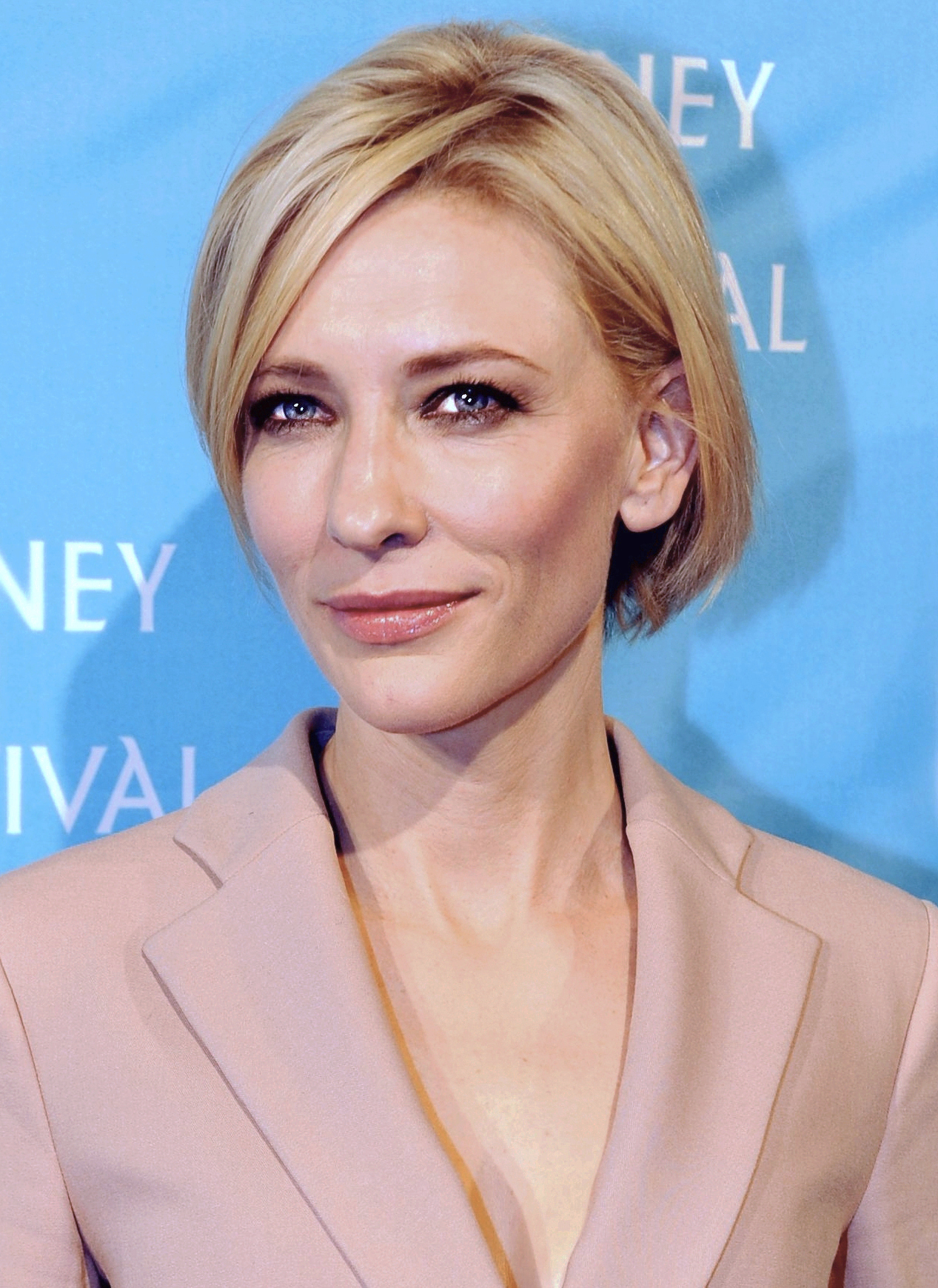
Cate Blanchett, cea mai bună actriță

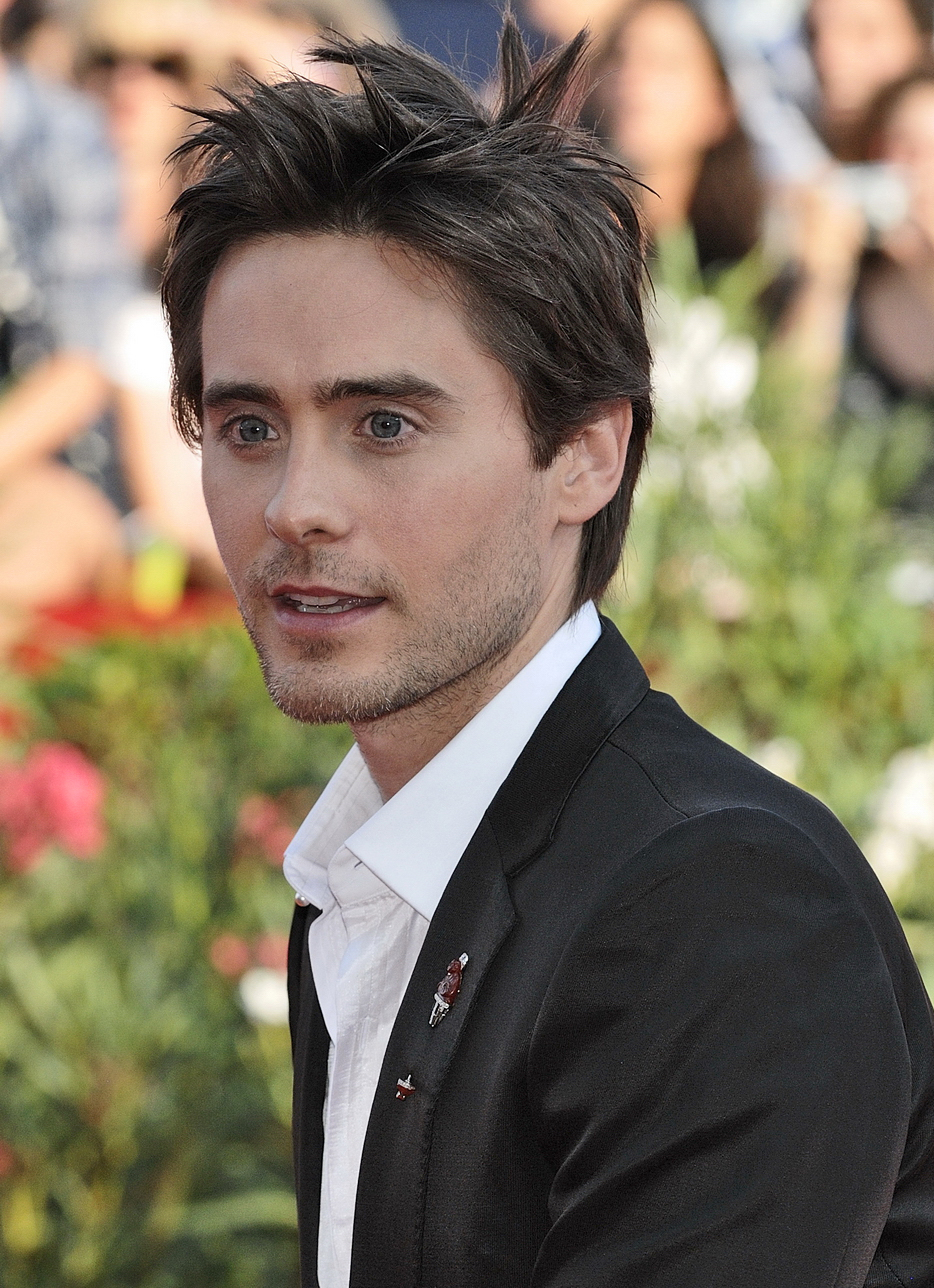
Jared Leto, cel mai bun actor în rol secundar

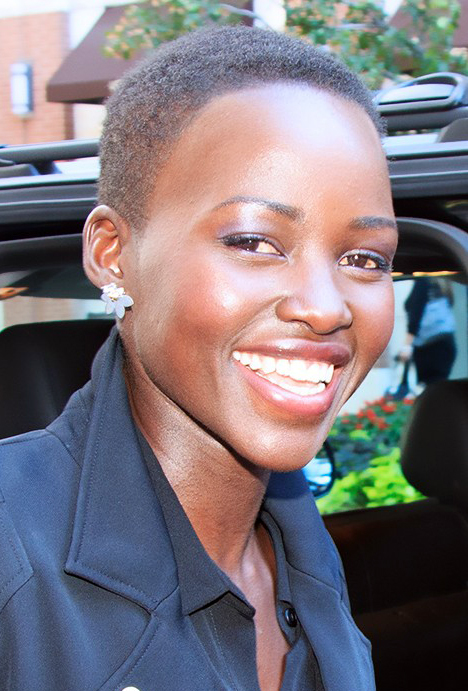
Lupita Nyong'o, cea mai bună actriță în rol secundar

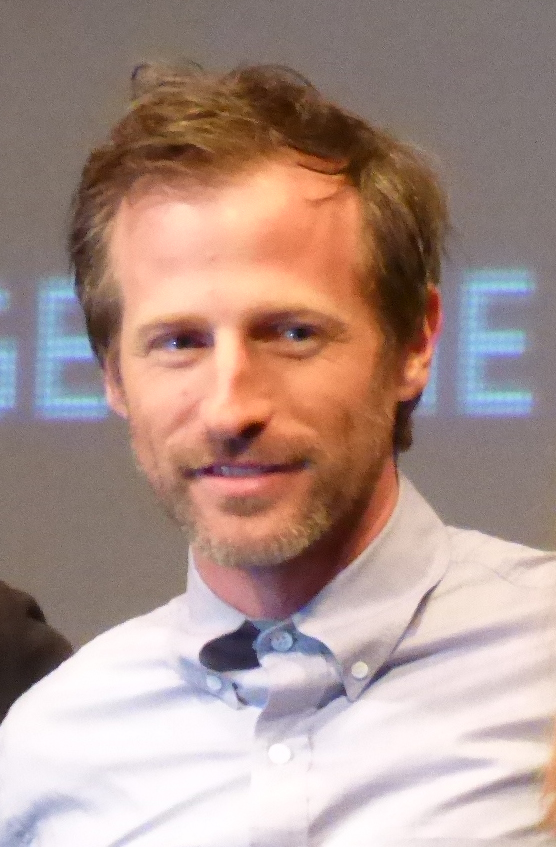
Spike Jonze, cel mai bun scenariu original

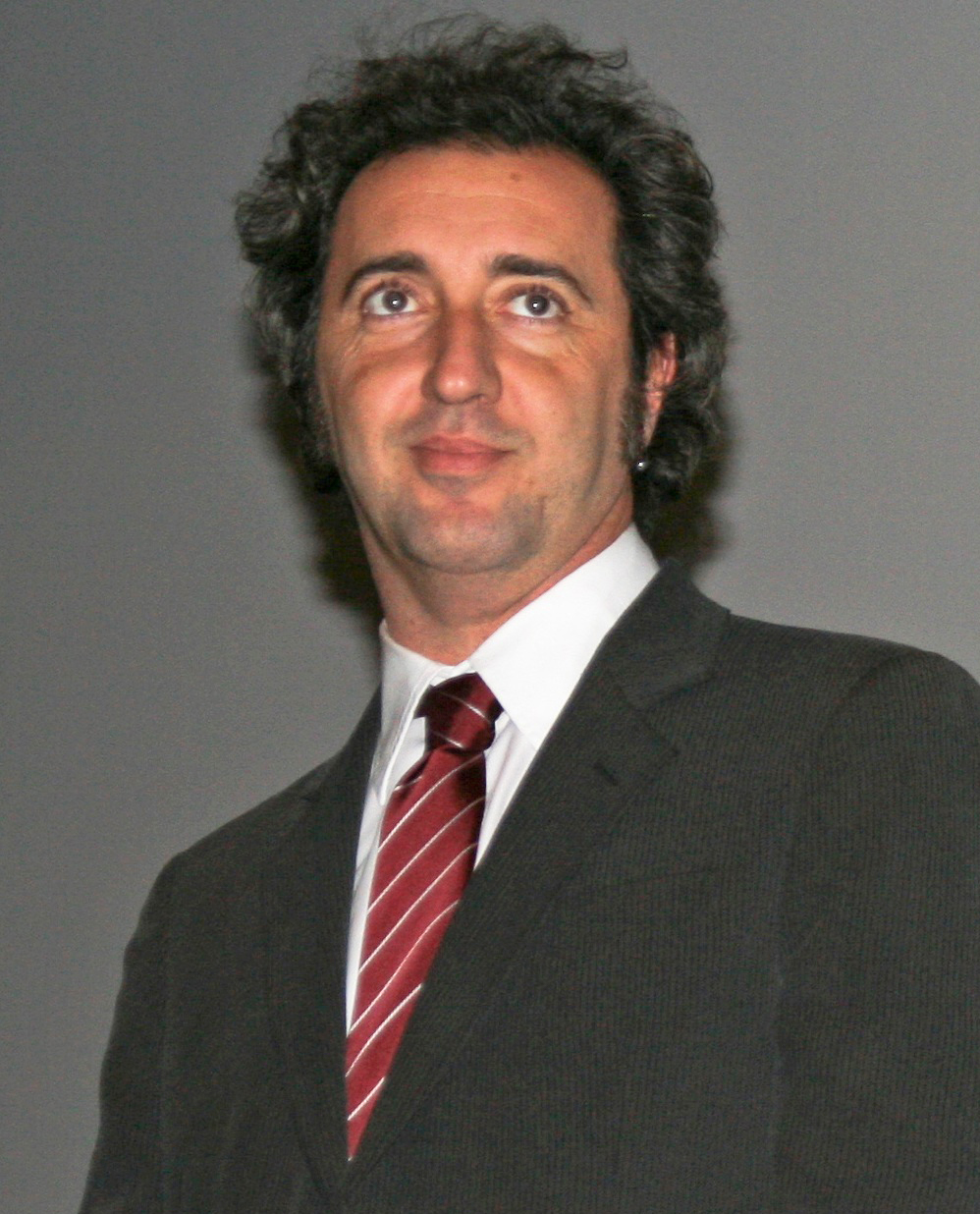
Paolo Sorrentino, cel mai bun film străin

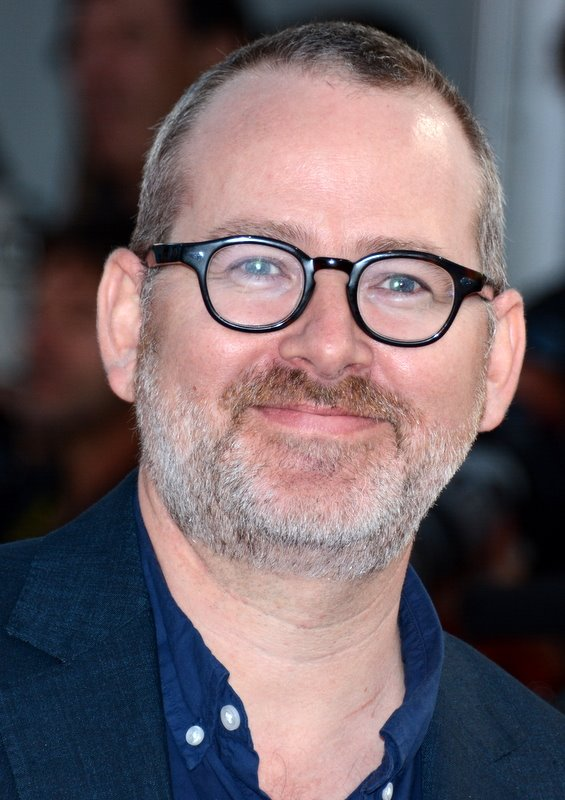
Morgan Neville, cel mai bun documentar

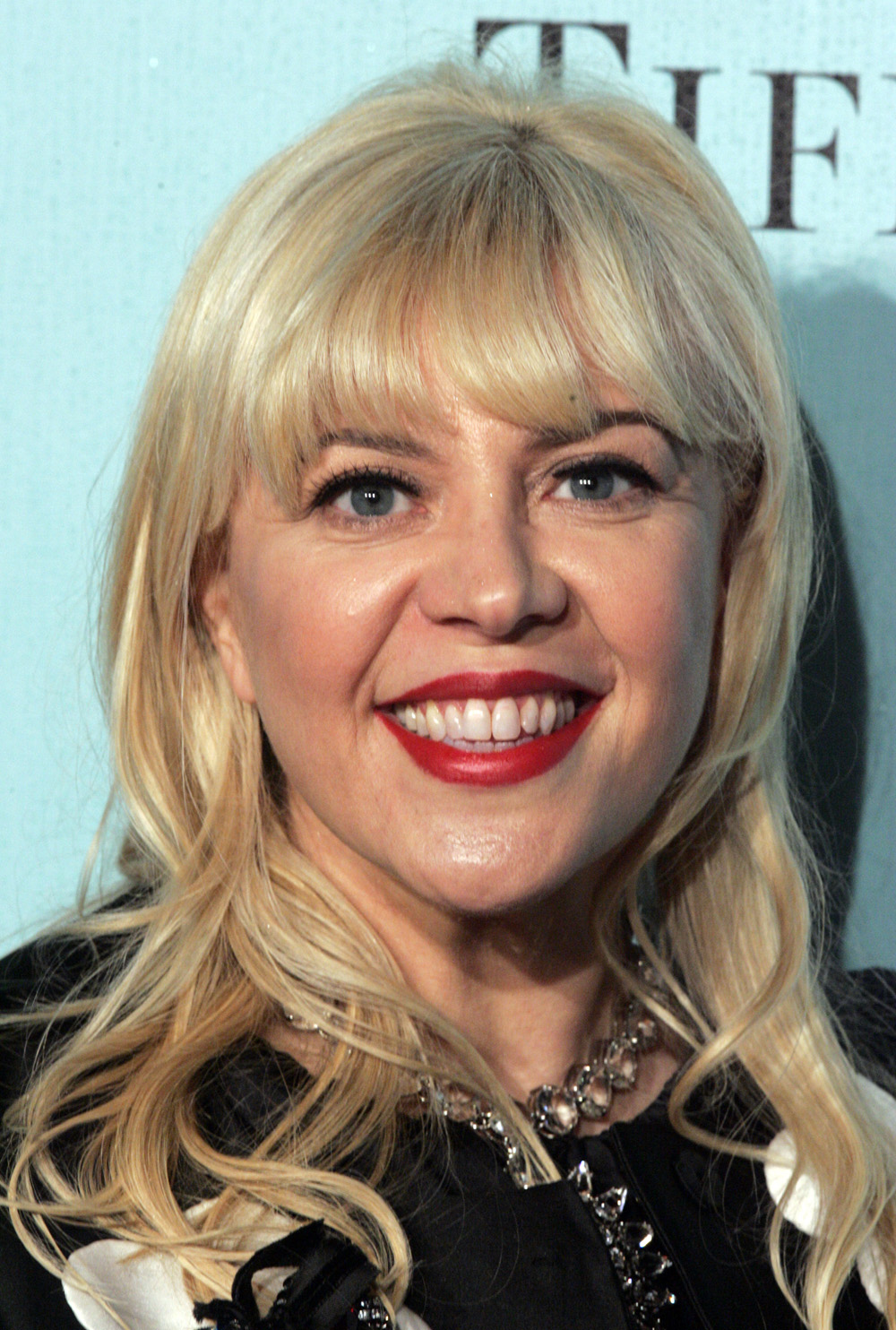
Catherine Martin, cele mai bune costume

| Cel mai bun film | Cel mai bun regizor |
| --- | --- |
| - 12 ani de sclavie – Brad Pitt, Dede Gardner, Jeremy Kleiner, Steve McQueen și Anthony Katagas‡ - Țeapă în stil american – Charles Roven, Richard Suckle, Megan Ellison și Jonathan Gordon - Căpitanul Phillips – Scott Rudin, Dana Brunetti și Michael De Luca - Dallas Buyers Club – Robbie Brenner și Rachel Winter - Gravity – Alfonso Cuarón și David Heyman - Ea – Megan Ellison, Spike Jonze și Vincent Landay - Nebraska – Albert Berger și Ron Yerxa - Philomena – Gabrielle Tana, Steve Coogan și Tracey Seaward - Lupul de pe Wall Street – Martin Scorsese, Leonardo DiCaprio, Joey McFarland și Emma Tillinger Koskoff | - Alfonso Cuarón – Gravity‡ - David O. Russell – Țeapă în stil american - Alexander Payne – Nebraska - Steve McQueen – 12 ani de sclavie - Martin Scorsese – Lupul de pe Wall Street |
| Cel mai bun actor - Matthew McConaughey – Dallas Buyers Club – Ron Woodroof‡ - Christian Bale – Țeapă în stil american – Irving Rosenfeld - Bruce Dern – Nebraska – Woody Grant - Leonardo DiCaprio – Lupul de pe Wall Street – Jordan Belfort - Chiwetel Ejiofor – 12 ani de sclavie – Solomon Northup | Cea mai bună actriță - Cate Blanchett – Blue Jasmine – Jeanette „Jasmine” Francis‡ - Amy Adams – Țeapă în stil american – Edith Greensly / Sydney Prosser - Sandra Bullock – Gravity – Ryan Stone - Judi Dench – Philomena – Philomena Lee - Meryl Streep – Ținutul din mijlocul verii – Violet Weston |
| Cel mai bun actor în rol secundar - Jared Leto – Dallas Buyers Club – Rayon‡ - Barkhad Abdi – Căpitanul Phillips – Abduwali Muse - Bradley Cooper – Țeapă în stil american – agentul Richard „Richie” DiMaso - Michael Fassbender – 12 ani de sclavie – Edwin Epps - Jonah Hill – Lupul de pe Wall Street – Donnie Azoff | Cea mai bună actriță în rol secundar - Lupita Nyong'o – 12 ani de sclavie – Patsey‡ - Sally Hawkins – Blue Jasmine – Ginger - Jennifer Lawrence – Țeapă în stil american – Rosalyn Rosenfeld - Julia Roberts – Ținutul din mijlocul verii – Barbara Weston-Fordham - June Squibb – Nebraska – Kate Grant |
| Cel mai bun scenariu original - Ea – Spike Jonze‡ - Țeapă în stil american – Eric Warren Singer și David O. Russell - Blue Jasmine – Woody Allen - Dallas Buyers Club – Craig Borten și Melisa Wallack - Nebraska – Bob Nelson | Cel mai bun scenariu adaptat - 12 ani de sclavie – John Ridley din Twelve Years a Slave de Solomon Northup‡ - Înainte de miezul nopții – Richard Linklater, Julie Delpy și Ethan Hawke; personaje inspirate din filmele Înainte de răsărit și Înainte de apus - Căpitanul Phillips – Billy Ray din A Captain's Duty de Richard Phillips și Stephan Talty - Philomena – Steve Coogan și Jeff Pope din The Lost Child of Philomena Lee de Martin Sixsmith - Lupul de pe Wall Street – Terence Winter din The Wolf of Wall Street de Jordan Belfort |
| Cel mai bun film de animație - Regatul de gheață – Chris Buck, Jennifer Lee și Peter Del Vecho‡ - The Croods – Kirk DeMicco, Chris Sanders și Kristine Belson - Sunt un mic ticălos 2 – Chris Renaud, Pierre Coffin și Chris Meledandri - Ernest și Célestine – Benjamin Renner și Didier Brunner - The Wind Rises – Hayao Miyazaki și Toshio Suzuki | Cel mai bun film străin - Cea mai mare frumusețe (Italia) în italiană – Paolo Sorrentino‡ - Paradisul spulberat (Belgia) în neerlandeză – Felix Van Groeningen - Vânătoarea (Danemarca) în daneză – Thomas Vinterberg - Imaginea absentă (Cambodgia) în franceză – Rithy Panh - Omar (Palestina) în arabă – Hany Abu-Assad |
| Cel mai bun film documentar - 20 Feet from Stardom – Morgan Neville, Gil Friesen (post-mortem) și Caitrin Rogers‡ - Actul de a ucide – Joshua Oppenheimer și Signe Byrge Sørensen - Cutie and the Boxer – Zachary Heinzerling și Lydia Dean Pilcher - Dirty Wars – Richard Rowley și Jeremy Scahill - The Square – Jehane Noujaim și Karim Amer | Cel mai bun scurt metraj documentar - The Lady in Number 6: Music Saved My Life – Malcolm Clarke și Nicholas Reed‡ - CaveDigger – Jeffrey Karoff - Facing Fear – Jason Cohen - Karama Has No Walls – Sara Ishaq - Prison Terminal: The Last Days of Private Jack Hall – Edgar Barens |
| Cel mai bun scurtmetraj de ficțiune - Helium – Anders Walter și Kim Magnusson‡ - Aquél no era yo (That Wasn't Me) – Esteban Crespo - Avant que de tout perdre (Just Before Losing Everything) – Xavier Legrand și Alexandre Gavras - Pitääkö mun kaikki hoitaa? (Do I Have to Take Care of Everything?) – Selma Vilhunen și Kirsikka Saari - The Voorman Problem – Mark Gill și Baldwin Li | Cel mai bun scurt metraj de animație - Domnul Hublot – Laurent Witz și Alexandre Espigares‡ - Feral – Daniel Sousa și Dan Golden - Get a Horse! – Lauren MacMullan și Dorothy McKim - Possessions – Shuhei Morita - Călare pe-o coadă de mătură – Max Lang și Jan Lachauer |
| Cea mai bună coloană sonoră - Gravity – Steven Price‡ - Hoțul de cărți – John Williams - Ea – William Butler și Owen Pallett - Philomena – Alexandre Desplat - Saving Mr. Banks: În căutarea poveștii – Thomas Newman | Cea mai bună melodie originală - "Let It Go" din Regatul de gheață – Kristen Anderson-Lopez și Robert Lopez‡ - "Happy" din Sunt un mic ticălos 2 – Pharrell Williams - "The Moon Song" din Ea – Karen Orzolek și Spike Jonze - "Ordinary Love" din Mandela: Lungul drum spre libertate – U2 - "Alone Yet Not Alone" din Alone Yet Not Alone – Bruce Broughton și Dennis Spiegel (nominalizare revocată)[A] |
| Cea mai bună editare sonoră - Gravity – Glenn Freemantle‡ - Când totul e pierdut – Steve Boeddeker și Richard Hymns - Căpitanul Phillips – Oliver Tarney - Hobbitul: Dezolarea lui Smaug – Brent Burge și Chris Ward - Supraviețuitorul – Wylie Stateman | Cel mai bun mixaj sonor - Gravity – Skip Lievsay, Niv Adiri, Christopher Benstead și Chris Munro‡ - Căpitanul Phillips – Chris Burdon, Mark Taylor, Mike Prestwood Smith și Chris Munro - Hobbitul: Dezolarea lui Smaug – Christopher Boyes, Michael Hedges, Michael Semanick și Tony Johnson - Inside Llewyn Davis – Skip Lievsay, Greg Orloff și Peter F. Kurland - Supraviețuitorul – Andy Koyama, Beau Borders și David Brownlow |
| Cele mai bune decoruri - Marele Gatsby – Catherine Martin; Beverley Dunn‡ - Țeapă în stil american – Judy Becker; Heather Loeffler - Gravity – Andy Nicholson; Rosie Goodwin și Joanne Woollard - Ea – K. K. Barrett; Gene Serdena - 12 ani de sclavie – Adam Stockhausen; Alice Baker | Cea mai bună imagine - Gravity – Emmanuel Lubezki‡ - Marele Maestru – Philippe Le Sourd - Inside Llewyn Davis – Bruno Delbonnel - Nebraska – Phedon Papamichael - Prisoners – Roger Deakins |
| Cel mai bun machiaj - Dallas Buyers Club – Adruitha Lee și Robin Mathews‡ - Bunicul neastâmpărat – Stephen Prouty - Legenda Călărețului Singuratic – Joel Harlow și Gloria Pasqua-Casny | Cele mai bune costume - Marele Gatsby – Catherine Martin‡ - Țeapă în stil american – Michael Wilkinson - Marele Maestru – William Chang Suk Ping - The Invisible Woman – Michael O'Connor - 12 ani de sclavie – Patricia Norris |
| Cel mai bun montaj - Gravity – Alfonso Cuarón și Mark Sanger‡ - Țeapă în stil american – Jay Cassidy, Crispin Struthers și Alan Baumgarten - Căpitanul Phillips – Christopher Rouse - Dallas Buyers Club – John Mac McMurphy și Martin Pensa[B] - 12 ani de sclavie – Joe Walker | Cele mai bune efecte vizuale - Gravity – Tim Webber, Chris Lawrence, Dave Shirk și Neil Corbould‡ - Hobbitul: Dezolarea lui Smaug – Joe Letteri, Eric Saindon, David Clayton și Eric Reynolds - Iron Man 3 – Christopher Townsend, Guy Williams, Erik Nash și Dan Sudick - Legenda Călărețului Singuratic – Tim Alexander, Gary Brozenich, Edson Williams și John Frazier - Star Trek În întuneric 3D – Roger Guyett, Patrick Tubach, Ben Grossmann și Burt Dalton                                                                               |

### Premii Oscar onorifice
Academia de Film a ținut cea de-a cincea ceremonie a Premiilor Guvernatorilor pe 16 noiembrie 2013, în cadrul căreia s-au decernat următoarele premii:

#### Premiul Oscar onorific
- Angela Lansbury
- Steve Martin
- Piero Tosi

#### Premiul Umanitar Jean Hersholt
- Angelina Jolie

## Filme cu mai multe premii și nominalizări
| Nominalizări | Film                           |
| ------------ | ------------------------------ |
| 10           | Țeapă în stil american         |
| 10           | Gravity                        |
| 9            | 12 ani de sclavie              |
| 6            | Căpitanul Phillips             |
| 6            | Dallas Buyers Club             |
| 6            | Nebraska                       |
| 5            | Ea                             |
| 5            | Lupul de pe Wall Street        |
| 4            | Philomena                      |
| 3            | Blue Jasmine                   |
| 3            | Hobbitul: Dezolarea lui Smaug  |
| 2            | Ținutul din mijlocul verii     |
| 2            | Sunt un mic ticălos 2          |
| 2            | Regatul de gheață              |
| 2            | Marele Maestru                 |
| 2            | Marele Gatsby                  |
| 2            | Inside Llewyn Davis            |
| 2            | Legenda Călărețului Singuratic |
| 2            | Supraviețuitorul               |

| Premii | Film               |
| ------ | ------------------ |
| 7      | Gravity            |
| 3      | Dallas Buyers Club |
| 3      | 12 ani de sclavie  |
| 2      | Regatul de gheață  |
| 2      | Marele Gatsby      |

## Prezentatori și interpreți
Următoarele persoane și grupuri, afișate în ordinea apariției, au prezentat premiile sau au interpretat numere muzicale.

### Prezentatori
| Nume                                 | Rol |
| ------------------------------------ | --- |
| Cedering Fox                         | Crainicul celei de-a 86-a ceremonii |
| Anne Hathaway                        | Prezentatoare a Premiului Oscar pentru cel mai bun actor în rol secundar                                                                                   |
| Jim Carrey                           | Prezentator al montajului cu eroi din desene animate |
| Kerry Washington                     | Prezentator al numărului muzical „Happy”, nominalizat la categoria „cel mai bun cântec original”                                                           |
| Samuel L. Jackson Naomi Watts        | Prezentatori al Premiilor Oscar pentru cele mai bune costume și cel mai bun machiaj și hairstyling                                                         |
| Harrison Ford                        | Prezentator al filmelor Țeapă în stil american, Dallas Buyers Club și Lupul de pe Wall Street din secțiunea dedicată celui mai bun film                    |
| Channing Tatum                       | Prezentator al celor șase câștigători ai concursului „Echipa Oscar”                                                                                        |
| Matthew McConaughey Kim Novak        | Prezentatori al Premiilor Oscar pentru cel mai bun scurt metraj de animație și cel mai bun film de animație                                                |
| Sally Field                          | Prezentatoare a montajului cu eroi din viața reală |
| Joseph Gordon-Levitt Emma Watson     | Prezentatori ai Premiului Oscar pentru cele mai bune efecte vizuale                                                                                        |
| Zac Efron                            | Prezentator al momentului interpretării cântecului „The Moon Song”, nominalizat la categoria cel mai bun câtec original                                    |
| Kate Hudson Jason Sudeikis           | Prezentatori al Premiilor Oscar pentru cel mai bun scurt metraj live-action și cel mai bun documentar de scurtmetraj                                       |
| Bradley Cooper                       | Prezentator al Premiului Oscar pentru cel mai bun film documentar                                                                                          |
| Kevin Spacey                         | Prezentator ai Premiului Oscar Onorific și al Premiului Oscar umanitar Jean Hersholt                                                                       |
| Viola Davis Ewan McGregor            | Prezentatori ai Premiului Oscar pentru cel mai bun film străin                                                                                             |
| Tyler Perry                          | Prezentator al filmelor Nebraska, Ea și Gravity de la secțiunea Cel mai bun film.                                                                          |
| Brad Pitt                            | Prezentator al momentului interpretării cântecului „Ordinary Love”, nominalizat la categoria Cea mai bună melodie originală                                |
| Kristen Bell Michael B. Jordan       | Prezentatori ai Premiului Oscar Oscar pentru realizări tehnice și a Premiului Oscar Gordon E. Sawyer                                                       |
| Chris Hemsworth Charlize Theron      | Prezentatori al Premiilor Oscar pentru cel mai bun mixaj sonor și Cea mai bună editare sonoră                                                              |
| Christoph Waltz                      | Prezentator al Premiului Oscar pentru cea mai bună actriță în rol secundar                                                                                 |
| Cheryl Boone Isaacs                  | Președinte AMPAS a făcut o prezentare specială prin care a anunțat deschoderea în 2017 a unui muzeu dedicat filmelor.                                      |
| Amy Adams Bill Murray                | Prezentatori ai Premiului Oscar pentru cea mai bună imagine                                                                                                |
| Anna Kendrick Gabourey Sidibe        | Prezentatori ai Premiului Oscar pentru cel mai bun montaj                                                                                                  |
| Whoopi Goldberg                      | Prezentator al videoclipului prin care s-au aniversat 75 de ani de la lansarea Vrăjitorului din Oz, precum și a interpretării câtecului „Over the Rainbow” |
| Benedict Cumberbatch Jennifer Garner | Prezentatori ai Premiului Oscar pentru cel mai bun design de producție                                                                                     |
| Chris Evans                          | Prezentator al videoclipului cu supereroi |
| Glenn Close                          | Prezentator al momentului tribut In Memoriam |
| Goldie Hawn                          | Prezentator al filmelor Philomena, Căpitanul Phillips și 12 ani de sclavie nominalizate la secțiunea „cel mai bun film”                                    |
| John Travolta                        | Prezentator al numărului muzical „Let It Go”, nominalizat la categoria „cel mai bun cântec original”                                                       |
| Jessica Biel Jamie Foxx              | Prezentatori al Premiilor Oscar pentru cea mai bună coloană sonoră și cea mai bună melodie originală                                                       |
| Penélope Cruz Robert De Niro         | Prezentatori al Premiilor Oscar pentru cel mai bun scenariu adaptat și cel mai bun scenariu original                                                       |
| Angelina Jolie Sidney Poitier        | Prezentatori ai Premiului Oscar pentru cel mai bun regizor                                                                                                 |
| Daniel Day-Lewis                     | Prezentator al Premiului Oscar pentru cea mai bună actriță                                                                                                 |
| Jennifer Lawrence                    | Prezentator al Premiului Oscar pentru cel mai bun actor |
| Will Smith                           | Prezentator al Premiului Oscar pentru cel mai bun film |

### Interpreți
| Nume                | Rol                | Piesă                                                    |
| ------------------- | ------------------ | -------------------------------------------------------- |
| William Ross        | Aranjament Dirijor | Orchestră                                                |
| Pharrell Williams   | Interpret          | „Happy” din Sunt un mic ticălos 2                        |
| Karen O Ezra Koenig | Interpreți         | „The Moon Song” din Ea                                   |
| U2                  | Interpreți         | „Ordinary Love” din Mandela: Lungul drum spre libertate  |
| Pink                | Interpret          | „Over the Rainbow” din Vrăjitorul din Oz                 |
| Bette Midler        | Interpret          | „Wind Beneath My Wings” în timpul momentului In Memoriam |
| Idina Menzel        | Interpret          | „Let It Go” din Regatul de gheață                        |

## Informații despre ceremonie

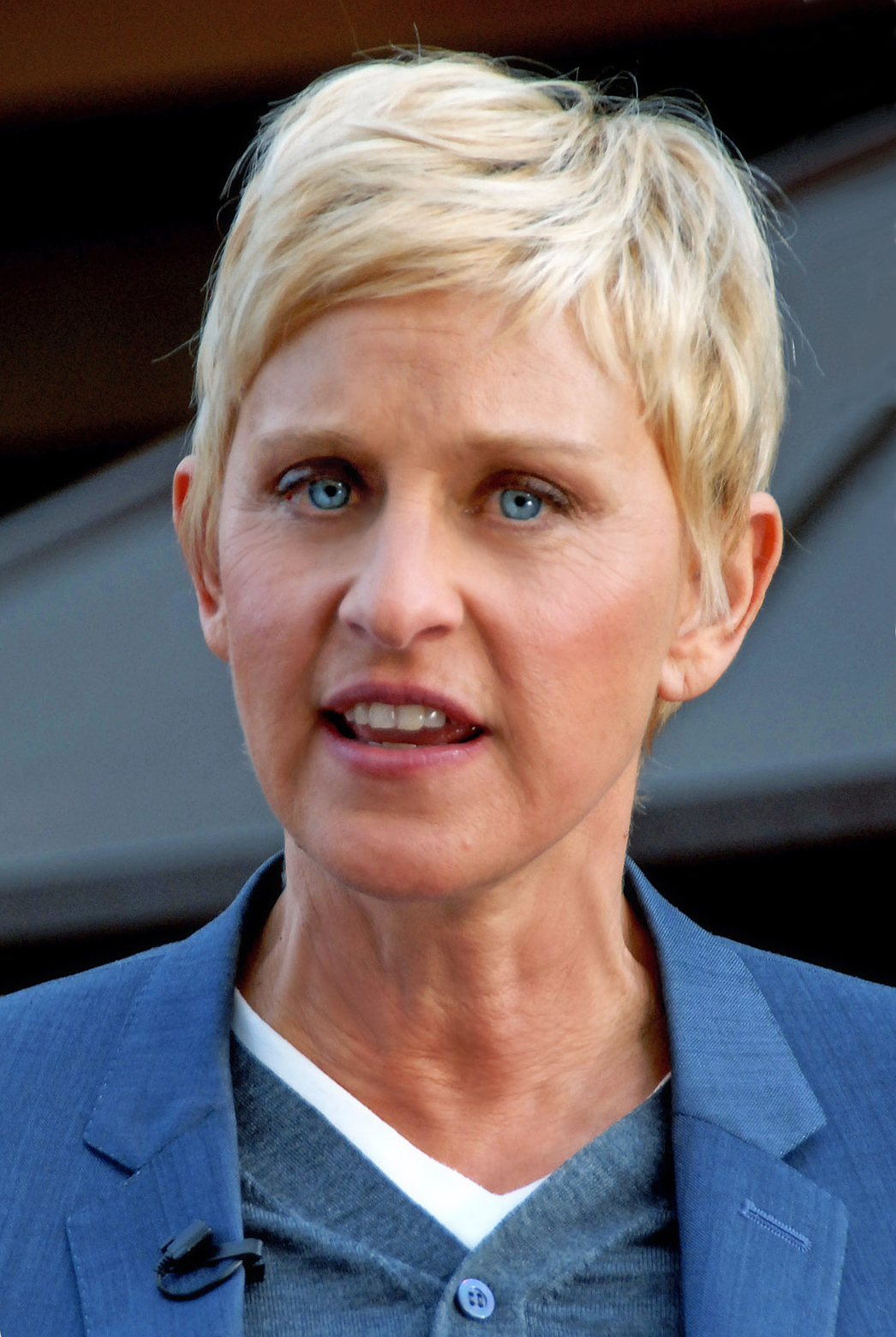
Ellen DeGeneres a fost gazda Premiilor Oscar din 2014

În ciuda criticilor mixte primite de ceremonia din anul anterior, Academia i-a reangajat pe Neil Meron și Craig Zadan ca producători pentru al doilea an consecutiv. Totuși, actorul Seth MacFarlane a anunțat că nu va mai găzdui ceremonia Oscar pentru a doua oară. Într-un mesaj scris pe Twitter, el a transmis „Criticii traumatizați pot să răsufle ușurați: nu mai pot să găzduiesc din nou Oscarul. Am încercat să-l prind în program, dar trebuie să mă mai odihnesc.” Actrița Tina Fey, care prezentase alături de Amy Poehler de la Saturday Night Live Globurile de Aur 2013 în urmă cu o lună, a declarat pentru Huffington Post că va refuza orice ofertă de a găzdui Oscarul „pentru că simt că este foarte greu. În special pentru o femeie – numai timpul pe care ar trebui să mi-l petrec zi de zi pentru a proba rochii – nu se merită.”
La scurt timp după alegerea noului președinte al AMPAS, Cheryl Boone Isaacs, în august 2013, Meron și Zadan au anunțat că prezentatoarea de talk-show Ellen DeGeneres va fi gazda ceremoniei din 2014. Ei și-au susținut decizia de a o readuce pe Ellen DeGeneres ca gazdă astfel: „Fiind de mult timp prieten cu ea, întotdeauna am sperat că vom găsi un proiect la care să lucrăm împreună, și nimic nu putea fi mai entuziasmant decât faptul că vom face echipă pentru a organiza Oscarurile. În ziua de astăzi sunt puține vedete care au darul lui Ellen pentru comedie, cu căldura și umanitatea sa. Ea este iubită pretutindeni și ne așteptăm ca spectatorii de la Dolby Theatre și din casele din jurul lumii să fie la fel de mulțumiți de această veste, precum suntem și noi.” DeGeneres a fost mulțumită de alegere, declarând că „Sunt încântată să găzduiesc gala premiilor Oscar pentru a doua oară. Știți cum se spune - a treia oară este cu noroc.”
Tema centrală galei a fost tot cea a eroilor din filme. Meron și Zadan au declarat că „Oamenii, lumea întreagă, merg la cinema pentru a se simți inspirați de personajele pe care le văd pe marele ecran. Aducând un omagiu întregii game de eroi care ne-au îmbogățit experiența de spectatori, sperăm să creăm o gală plină de plăcere și bucurie. Iar asta îi include și pe cineaștii și pe actorii care își asumă riscuri și ne stimulează prin subiecte provocatoare și personaje îndrăznețe”. Pentru a veni în ajutorul acestei teme, AMPAS a organizat o expoziție pe holurile sediului din Beverly intitulată „Oscarurile celebrează eroii din filme”. Aceasta a fost formată din afișe, fotografii, și artefacte din 70 de filme cu eroi din literatură, benzi desenate și din realitate. Mai mult, actorul Andrew Garfield, care l-a interpretat pe Omul Păianjen în Uimitorul Om-Păianjen, era programat să apară pe scenă cu supraviețuitorul de cancer de cinci ani Miles Scott, cu Garfield botezându-l pe Scott drept „supererou oficial”. Sceneta a fost scoasă din cauza limitelor de timp.
Mai mulți oameni au fost implicați în difuzarea și promovarea galei. Designerul Derek McLane, câștigător al Premiilor Tony a creat scena și designul general al spectacolului. Producătorul de film Paul Feig a regizat un videoclip de promovare de un minut cu Ellen DeGeneres, alături de 250 de dansatori, făcând playback după câtecul „The Walker” al formației de muzică rock Fitz & the Tantrums. În timpul ceremoniei, actorul Channing Tatum a prezentat un grup numit „Echipa Oscar”, format din șase studenți de cinematografie din întreaga lume, a căror rol a fost să înmâneze statuetele Oscar prezentatorilor în timpul galei. Fosta Miss USA Rachel Smith a găzduit pe site-ul oficial al ceremoniei „Inside the Oscars”, un video blog din culise.

### Încasările filmelor nominalizate
La data anunțării nominalizărilor, 16 ianuarie 2014, încasările combinate din Statele Unite și Canada ale celor nouă filme nominalizate la categoria „cel mai bun film” au fost de 645 de milioane de dolari, cu o medie de 72 de milioane pentru fiecare film. La dezvăluirea nominalizărilor, Gravity avea cele mai mari încasări dintre cele nouă filme cu 256 de milioane de dolari. Căpitanul Phillips era al doilea film ca încasări, cu 105,5 milioane dolari. Acesta era urmat de Țeapă în stil american (105,4 milioane $), Lupul de pe Wall Street (80,7 milioane $), 12 ani de sclavie (39 de milioane $), Philomena (22,3 milioane $), Dallas Buyers Club (16,8 milioane $), Ea (9,9 milioane $) și Nebraska (8,5 milioane $).
Din primele 50 de filme ale anului 2013 ca încasări, 14 dintre ele au primit 47 de nominalizări. Numai Regatul înghețat (locul întâi), Sunt un mic ticălos 2 (3), Gravity (7), Croods (14), Căpitanul Phillips (29), Țeapă în stil american (30), și Lupul de pe Wall Street (42) au fost nominalizate la categoriile „cel mai bun film”, „cel mai bun film de animație” sau la categoriile pentru actori, regizori sau scenariști . Celelalte filme din această categorie care au primit nominalizări au fost Iron Man 3 (2), Hobbitul: Dezolarea lui Smaug (8), Star Trek În întuneric 3D (11), Marele Gatsby (17), Bunicul neastâmpărat (31), Legenda Călărețului Singuratic (38) și Saving Mr. Banks: În căutarea poveștii (48).

### Selfie-ul lui DeGeneres
Înaintea derulării montajului Premiului Oscar pentru realizări tehnice, Ellen DeGeneres, alături de alți participanți la ceremonie, printre care Bradley Cooper, Jared Leto, Jennifer Lawrence, Julia Roberts, Kevin Spacey, Meryl Streep, Angelina Jolie, Lupita Nyong'o, Brad Pitt, Channing Tatum și Peter Nyong'o (fratele ei) au participat într-un selfie de grup. Fotografia a fost redistribuită pe Twitter de trei milioane de ori timp de două săptămâni, volumul mare de trafic ducând la căderea site-ului. Acesta a depășit recordul anterior, deținut de Barack și Michelle Obama pentru fotografia cu îmbrățișarea de la alegeri, care a fost redistribuită de 778.801 de ori.

### Incidentul „Adele Dazeem”
În timpul prezentării cântecului „Let It Go” din Regatul de gheață, actorul John  Travolta a pronunțat greșit numele cântăreței Idina Menzel, sub forma „Adele Dazeem”. Astfel, Travolta a ajuns subiectul batjocoririlor și ridiculizărilor din presă. Menzel a declarat pentru E! că nu a fost supărată de această greșeală. După ceremonie, Menzel a publicat mai multe pamflete cu numele de Adele Dazeem, în care se menționa că ea a jucat în Nert (Rent), Wicked-ly (Wicked) și Farfignugen (Înghețat). Travolta și-a cerut public scuze la trei zile de la ceremonie. La gala din 2015, Menzel și Travolta au fost co-prezentatori, ea introducându-l audienței ca „Glom Gozingo”.

### Aprecieri critice
Ceremonia a primit critici mixte din partea presei. Publicațiile tipărite au fost mai critice. Criticul de televiziune Rob Owen a scris pentru Pittsburgh Post-Gazette că „Dna. DeGeneres a avut un program predictibil dar respectabil la Premiile Oscar de duminică. Păcat că acest brand de predictibilitate respectabilă este unul plictisitor.” El a mai criticat și videoclipurile care salută eroii filmelor ca fiind „o mare pierdere de vreme, precum sunt toate montajele de la Oscar.” Alan Sepinwall de la HitFix a remarcat că „A fost o ceremonie lungă și împrăștiată, cu ceea ce a fost amuzant și mai ușor de suportat fiind câștigătorii și discursurile acestora.” A mai considerat că numerele lui DeGeneres au fost slabe și că videoclipul prin care s-au sărbătorit 75 de ani de la lansarea filmului Vrăjitorul din Oz a fost „prea împrăștiat”. Tim Goodman de la The Hollywood Reporter a considerat că a fost o ceremonie „bombastică, prost regizată, prost produsă și cu un șir nesfârșit de evenimente obositoare sau crispate din partea lui DeGeneres, care, în ultimele 30 de minute, a părut că a renunțat cu totul”. În plus, a criticat și aglomerarea ceremoniei cu montaje și momente care au încetinit ritmul transmisiunii.
Alte publicații au acordat recenzii mai pozitive. Criticul Matt Roush de la TV Guide a apreciat că DeGeneres „a făcut ca momentele plictisitoare să fie mai ușor de suferit.” A mai apreciat distribuția și numerele muzicale. Frazier Moore de la Associated Press a aplaudat performanța lui DeGeneres, „Ea pare să se dedice unei teme nescrise pentru eveniment: Umanizarea farmecului Hollywoodian în fața telespectatorilor. În schimb, vedetele s-au comportat cât mai bine.” Concluzia sa a fost „Una peste alta, Oscarcastul a fost un show atractiv. De la început până la capăt, puține momente bombastice și puține jenante.” Redactorul de divertisment al The Daily Beast, Marlow Stern a scris un comentariu foarte favorabil „DeGeneres a intrat în pielea celor mai de succes prezentatori ai premiilor pentru filme—Billy Crystal, duoul Fey și Poehler, etc.—care au profitat de public, interacționând cu o varietate de actori de primă clasă (atunci când nu încercau să râdă de ei).”

### Audiențe
Transmisiunea americană de pe ABC a avut o audiență de 43,74 de milioane de persoane pe durata sa, ceea ce reprezintă o creștere de 6% față de ceremonia din 2013. Gala a fost vizionată de 72 de milioane de telespectatori care au văzut o parte sau întreaga gală. Ceremonia s-a bucurat și de ratinguri Nielsen mai mari față de anul anterior, cu 24,7% din gospodării și o cotă de 38. În plus, programul a avut un rating mai mare în ceea ce privește telespectatorii cu vârste cuprinse între 18 și 49 de ani, cu un rating de 13,3 rating și o cotă de 33. A fost cea mai urmărită ceremonie a Premiilor Oscar de la Premiile Oscar 2000.
În iulie 2014, ceremonia a primit opt nominalizări la Premiile Emmy 2014. În august, ceremonia a câștigat una din acestea, la categoria „Outstanding Art Direction for a Variety, Nonfiction, Reality, or Reality-Competition Program” (Derek McLane, Joe Celli și Gloria Lamb).

## In Memoriam
Momentul In Memoriam a fost prezentat de actrița Glenn Close. Melodia de pe fundalul momentului a fost Somewhere in Time de compozitorul John Barry. La sfârșitul momentului, cântăreața Bette Midler a interpretat piesa "Wind Beneath My Wings" din filmul Beaches.
| - James Gandolfini - Karen Black - Tom Laughlin - Ruth Prawer Jhabvala - Carmen Zapata - Hal Needham - Richard Shepherd - Stuart Freeborn - Gerry Hambling - Jim Kelly - Stephenie McMillan - Les Blank - Eileen Brennan - Paul Walker - Fay Kanin - Charles L. Campbell - Deanna Durbin - Frédéric Back - A. C. Lyles - Elmore Leonard - Annette Funicello - Petro Vlahos - Eduardo Coutinho - Saul Zaentz | - Riz Ortolani - Peter O'Toole - Ray Harryhausen - Brian Ackland-Snow - Richard Griffiths - Sid Caesar - Roger Ebert - Shirley Temple - Joan Fontaine - Run Run Shaw - Juanita Moore - Mickey Moore - Stefan Kudelski - Harold Ramis - Eleanor Parker - Ray Dolby - Julie Harris - Maximilian Schell - Richard Matheson - Gilbert Taylor - Tom Sherak - Esther Williams - Philip Seymour Hoffman |

La scurt timp după interpretarea lui Midler, cameramanul asistemt Sarah Jones, care a murit cu o săptămână înainte de ceremonie, a fost menționat în pauza publicitară.